# Lichtenau (Nadrenia Północna-Westfalia)
Lichtenau – miasto w Niemczech, położone w kraju związkowym Nadrenia Północna-Westfalia, w rejencji Detmold, w powiecie Paderborn. W 2010 roku liczyło 10 925 mieszkańców.

## Współpraca
Miejscowości partnerskie:
- Mayet, Francja
- Pieniężno, Polska
- Rangsdorf, Brandenburgia